# Dave Mason
David Thomas Mason (Worcester, 10 mei 1946) is een Brits muzikant. In 2004 werd hij als bandlid van Traffic opgenomen in de Rock & Roll Hall of Fame.

## Biografie
Als tiener speelde Mason met gitarist Michael Mann, bassist Dennis Morgan en drummer Roger Moss in een band, genaamd The Jaguars. Zij maakten instrumentale muziek en brachten in 1963 één single uit, "Opus to Spring", die zij bij optredens aan het publiek verkochten. Twee jaar later, toen de band al was gestopt, is nog een tweede single uitgebracht. In 1963 verliet Mason deze band en vormde hij met Jim Capaldi (van The Sapphires), Dave Meredith en Gordon Jackson (van Unit Five) de band The Hellions. Ze traden op in het Verenigd Koninkrijk en in de Duitse stad Hamburg. In december 1964 bracht Piccadilly Records hun eerste single uit, getiteld "Daydreaming of You", met op de B-kant "Shades of Blue". Kim Fowley produceerde deze muziek. In april respectievelijk oktober 1965 volgden de singles "Tomorrow Never Comes" met op de B-kant "Dream Child" en "A Little Lovin'" met "Think It Over".
In het voorjaar van 1965 stopte Mason met The Hellions om muziek te studeren. Onderwijl speelde hij met Capaldi in de band Deep Feeling, die verder bestond uit Luther Grosvenor, John "Poli" Palmer, Dave Meredith en Gordon Jackson.
Mason nam met The Jimi Hendrix Experience een cover van het door Bob Dylan geschreven lied "All Along the Watchtower" op. Zij hoorden het liedje voor het eerst toen ze samen met Viv Prince (drummer van The Pretty Things) in Londen naar het album John Wesley Harding luisterden.

## Discografie
De volgende albums werden van Mason als soloartiest uitgebracht:
- Alone Together (1970)
- Dave Mason and Cass Elliot (1971, met Cass Elliot)
- Headkeeper (1972)
- Dave Mason Is Alive! (1972)
- It's Like You Never Left (1973)
- The Best of Dave Mason (1973, compilatie)
- Dave Mason (1974)
- Split Coconut (1975)
- Certified Live (1976, livealbum)
- Let It Flow (1977)
- Mariposa de Oro (1978)
- Old Crest on a New Wave (1980)
- Two Hearts (1988)
- Ultimate Collection (1999, compilatie)
- Live: 40,000 Headmen Tour (1999, met Jim Capaldi)
- Super Hits (2000, compilatie)

Mason werkte onder meer mee aan de volgende albums:
- Beggars Banquet (1968) van The Rolling Stones
- Electric Ladyland (1968) van Jimi Hendrix
- Delaney and Bonnie & Friends on Tour with Eric Clapton (1970)
- All Things Must Pass (1970) van George Harrison
- Bobby Keyes (1972) van Bobby Keyes
- Crossroads (1988) van Eric Clapton